# The Kellys
The Kellys est une série télévisée d'animation américaine en dix-huit épisodes, diffusée entre 2005 et 2006.

## Fiche technique
Sauf indication contraire, les informations mentionnées dans cette section peuvent être confirmées par la base de données cinématographiques IMDb,  présente dans la section « Liens externes ».
- Titre original : The Kellys
- Réalisation :
- Scénario : Nancy Cartwright, David DeVos, Joe Donatelli, Peter Kjenaas et Jed Rigney
- Photographie :
- Musique : Jon LaCroix
- Casting :
- Montage : Dave DeVos
- Décors :
- Production : Nancy Cartwright, Peter Kjenaas et William Widmaier
  - Coproducteur : Tim Melchior
  - Producteur consultant : Rose Goss
- Sociétés de production : Bardel Entertainment
- Société de distribution :
- Chaîne d'origine :
- Pays d'origine :  États-Unis
- Langue originale : anglais
- Genre : Animation
- Durée :

## Distribution

### Acteurs principaux
- Nancy Cartwright : Chip Kelly
- Corey Burton : Joe Kelly
- Jess Harnell : Denny Kelly et Calvin T. Tibbins
- Jim Meskimen : Wally et Dick
- Rob Paulsen : Armani Riggio, Billy Riggs et Tex Riggs
- Kath Soucie : Brenda et Trish Kelly

### Acteurs secondaires et invités
- Catherine Bell : Red
- Kevin Harvick : lui-même
- Isaac Hayes : Walker
- Camryn Manheim : Dee

## Épisodes

### Saison 1
1. The Last Driver on Earth
2. Real Competition
3. Tradin' Paint with Life
4. Runnin' White
5. Qualified!
6. A Dog Gone Dog and Pony Show
7. Kellys to the Core
8. Fast Tracks, Hot Cars
9. Let Trish Drive!
10. Harvick Dusts Team Kelly

### Saison 2
1. Hound Dogs Never Quit
2. Can't Get His Goat
3. You're Downsized!
4. The Kellys Go International
5. Dark Times, Wicked Brew
6. Total Race Babes
7. Okay, Congratulations!
8. Spotter or Traitor?